# Gebedssnoer

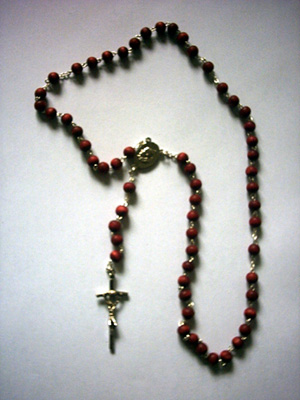
Een rozenkrans

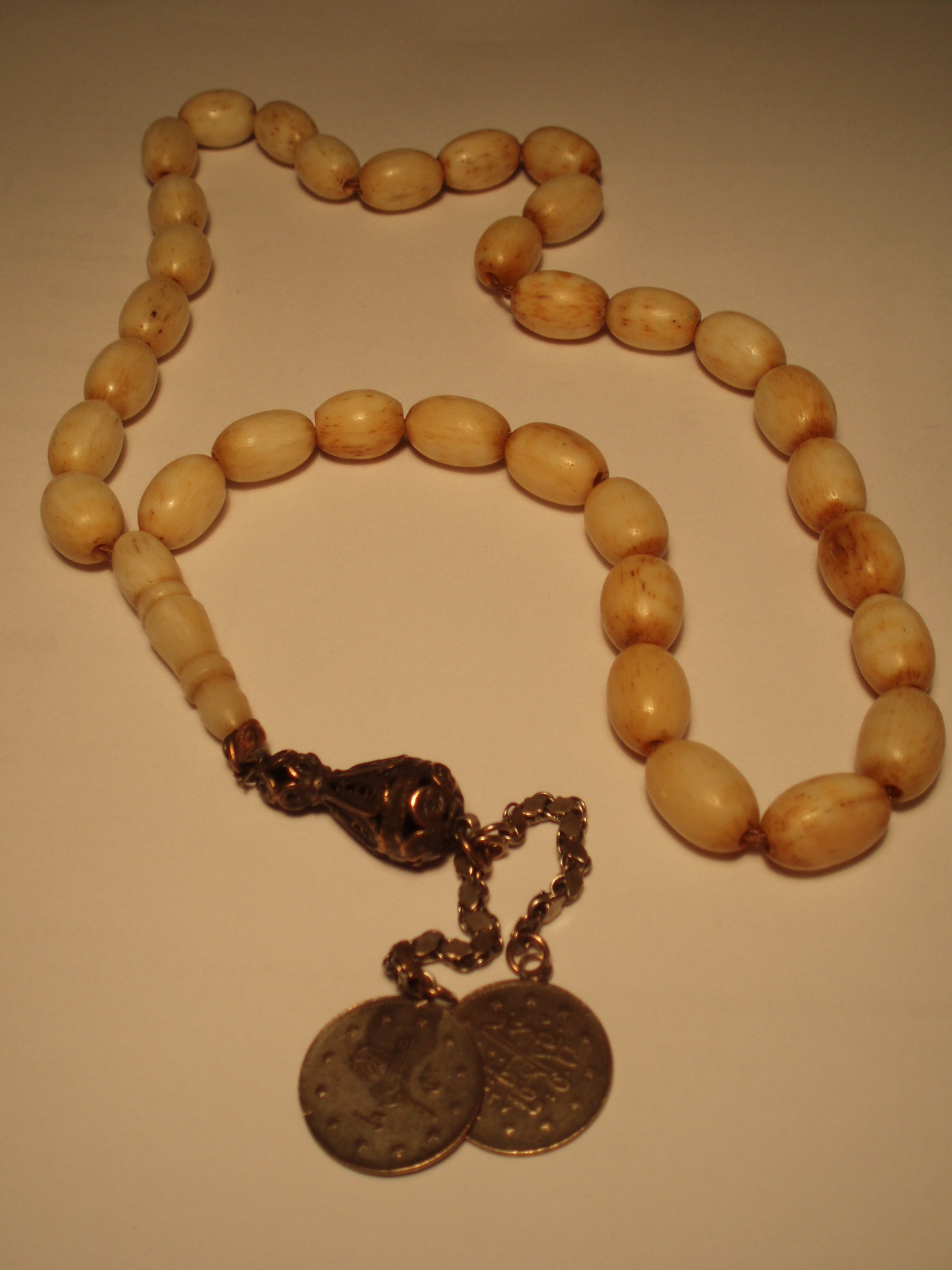
Een tasbih

Een gebedssnoer is een kralenketting die wordt gebruikt voor het reciteren van gebeden.
Bekende voorbeelden van dergelijke religieuze voorwerpen zijn de rozenkrans in de Rooms-Katholieke Kerk, de tsjotki/komboschkini in de Orthodoxe Kerk, de tasbih in de islam en de japa mala in het hindoeïsme.